# Pirmin Zurbriggen
Pirmin Zurbriggen (Saas-Almagell, 4 febbraio 1963) è un ex sciatore alpino e allenatore di sci alpino svizzero, campione olimpico nella discesa libera a Calgary 1988, campione iridato nella discesa libera e nella combinata a Bormio 1985 e nel supergigante e nello slalom gigante a Crans-Montana 1987, vincitore di quattro Coppe del Mondo generali e di otto di specialità.
Campione polivalente e atleta di punta della squadra elvetica degli anni 1980, è uno dei pochi uomini che hanno vinto almeno una volta in ognuna delle cinque specialità dello sci alpino.

## Biografia
È fratello maggiore di Heidi e padre di Elia, a loro volta sciatori alpini di alto livello.

### Carriera sciistica

#### Stagioni 1980-1984
Zurbriggen colse il primo successo internazionale in carriera vincendo la medaglia d'oro nella discesa libera agli Europei juniores di Madonna di Campiglio 1980, mentre il suo primo piazzamento in Coppa del Mondo fu il 5º posto ottenuto nella combinata di Ebnat-Kappel del 4 gennaio 1981; il 24 gennaio 1982 conquistò il primo podio nel circuito vincendo la prestigiosa combinata del Trofeo del Lauberhorn a Wengen. Nella stagione 1982-1983 lo sciatore vallesano iniziò ad affermarsi ai vertici della Coppa del Mondo: ottenne sei podi, con due vittorie (la combinata della 3-Tre di Madonna di Campiglio, il 22 dicembre, e lo slalom gigante della Chuenisbärgli di Adelboden, l'11 gennaio), e si piazzò al 6º posto nella classifica generale.
Nella stagione 1983-1984 Zurbriggen vinse la sua prima Coppa del Mondo generale, sopravanzando di 26 punti Ingemar Stenmark, mentre nella classifica di slalom gigante i due chiusero a pari punti, ma il trofeo fu assegnato allo svedese per i migliori piazzamenti complessivi; i suoi podi quell'anno furono dodici, con quattro vittorie. Nella stessa stagione esordì anche ai Giochi olimpici invernali: a Sarajevo 1984 arrivò 4º nella discesa libera, a dieci centesimi dal podio, e non portò a termine lo slalom gigante e lo slalom speciale.

#### Stagioni 1985-1986
Nel 1984-1985 in Coppa del Mondo Zurbriggen ottenne otto podi con sei vittorie, tra le quali le due colte in discesa libera sulla Streif di Kitzbühel l'11 e il 12 gennaio, nonostante la rottura di un menisco durante la seconda gara, che gli permisero di diventare il terzo sciatore della storia (dopo Jean-Claude Killy e Henri Duvillard) ad aver ottenuto vittorie in tutte le specialità di Coppa del Mondo, e il primo dall'introduzione del supergigante; nella classifica generale e in quella di slalom gigante venne tuttavia battuto dall'austro-lussemburghese Marc Girardelli, in entrambi i casi di 18 punti. Nel 1985 fu al cancelletto di partenza anche dei Mondiali di Bormio, durante i quali conquistò due medaglie d'oro (nella discesa libera e nella combinata) e una d'argento (nello slalom gigante).
Anche nella stagione 1985-1986 fu 2º nella classifica generale di Coppa del Mondo dietro a Girardelli, questa volta per 10 punti; ottenne lo stesso piazzamento nella classifica della Coppa del Mondo di supergigante, stilata quell'anno per la prima volta e vinta dal tedesco occidentale Markus Wasmeier con 38 punti di vantaggio, mentre Zurbriggen s'impose nella classifica di combinata, per la quale all'epoca non era prevista l'assegnazione di alcun trofeo. I suoi podi quell'anno furono nove e tra le quattro vittorie spiccò quella nella combinata dell'Hahnenkamm di Kitzbühel, il 19 gennaio.

#### Stagioni 1987-1988
Nel 1986-1987 Zurbriggen dominò la Coppa del Mondo: vinse infatti la coppa di cristallo generale (con 149 punti di vantaggio su Girardelli) e quelle di specialità di discesa libera (con 20 punti in più del suo connazionale Peter Müller), di supergigante (ancora con 20 punti di margine, qui su Girardelli) e di slalom gigante (a pari punti con Joël Gaspoz ma con migliori piazzamenti complessivi); vinse anche la classifica di combinata. Tra i suoi quindici podi di quell'anno, undici furono vittorie; nel mese di gennaio, nel breve volgere di due settimane, s'impose in una serrata successione di classiche dello sci alpino: la discesa libera della Kandahar di Garmisch-Partenkirchen il 10, lo slalom gigante della Chuenisbärgli di Adelboden il 13, la combinata del Lauberhorn di Wengen il 18, un secondo slalom gigante sulla Chuenisbärgli il 20 e la discesa libera e la combinata dell'Hahnenkamm di Kitzbühel il 25. Sempre nel 1987 ai Mondiali di Crans-Montana ottenne il titolo iridato nel supergigante e nello slalom gigante e la medaglia d'argento nella discesa libera e nella combinata.
Anche nella stagione successiva vinse la coppa di cristallo generale e quelle di discesa libera e di supergigante, superando rispettivamente gli italiani Alberto Tomba (di 29 punti) e Michael Mair (di 18 punti) e il tedesco occidentale Wasmeier (di un punto); quell'anno i suoi podi furono dieci, con due vittorie tra le quali la discesa libera disputata sulla Planai di Schladming il 28 gennaio. Ai XV Giochi olimpici invernali di Calgary 1988, sua ultima presenza olimpica, Zurbriggen vinse la medaglia d'oro nella discesa libera e quella di bronzo nello slalom gigante; si classificò inoltre 5º nel supergigante, 7º nello slalom speciale e non concluse la combinata poiché inforcò a poche porte dal termine della seconda manche della prova di slalom speciale, a vittoria quasi certa. La prova dello slalom gigante fu segnata da un tragico fatto di cronaca: mentre risaliva per la seconda manche Zurbriggen fu testimone dell'incidente che costò la vita a Jörg Oberhammer, medico della Nazionale austriaca.

#### Stagioni 1989-1990
La stagione 1988-1989 fu contraddistinta dai Mondiali di Vail, ultima rassegna iridata cui partecipò Zurbriggen: vinse la medaglia d'argento nel supergigante, quella di bronzo nello slalom gigante e si classificò 15º nella discesa libera e 4º nella combinata. Sempre nel 1989 conquistò anche la Coppa del Mondo di supergigante (superando di 11 punti lo svedese Lars-Börje Eriksson) e quella di slalom gigante (a pari merito con il norvegese Ole Kristian Furuseth). Dopo aver ottenuto complessivamente undici podi con tre vittorie, in classifica generale fu 2º, staccato di 98 punti da Girardelli.
La stagione 1989-1990 fu l'ultima annata agonistica di Zurbriggen, che si congedò dal Circo bianco vincendo la sua quarta Coppa del Mondo generale, con 123 punti di vantaggio su Furuseth, e la Coppa di supergigante, superando Günther Mader di 17 punti. S'impose anche nella classifica di combinata e ottenne nove podi, con sei vittorie tra le quali altre due classiche dello sci alpino, la discesa libera della Saslong in Val Gardena il 16 dicembre e, per la terza volta in carriera, la combinata dell'Hahnenkamm di Kitzbühel il 21 gennaio. L'ultimo successo in Coppa del Mondo, nonché ultimo podio, di Zurbriggen giunse il 10 marzo a Hemsedal in supergigante, mentre l'ultimo piazzamento della sua carriera fu l'11º posto ottenuto nella discesa libera di Coppa del Mondo disputata a Åre il 17 marzo seguente.

### Bilancio della carriera
Fin dalle sue prime apparizioni in Coppa del Mondo Zurbriggen mostrò le caratteristiche dello sciatore polivalente, eccellendo nella discesa libera e nello slalom gigante ma capace di andar bene anche in slalom speciale; in seguito fu uno dei primi atleti capaci di vincere nel supergigante, introdotto proprio negli anni della sua attività agonistica. Apprezzato dai colleghi per le sue doti umane, fu uno dei più forti sciatori di tutti i tempi, dominatore assieme a Marc Girardelli del Circo bianco nella seconda metà degli anni 1980.
La sua notorietà fu legata anche al casco con la visiera nera che portava in ogni discesa libera, adottato seguendo una moda ma non abbandonato nemmeno dopo esser divenuto campione olimpico a Calgary 1988. Complessivamente Zurbriggen vanta 40 vittorie e 83 podi in Coppa del Mondo.

### Carriera da allenatore
Dopo il ritiro, oltre all'attività di albergatore a Zermatt e nella natia Saas-Almagell, si è dedicato a quella di allenatore, seguendo per un breve periodo i discesisti della nazionale elvetica e collaborando con Steve Locher nella sua struttura SUS.

## Palmarès

### Olimpiadi
- 2 medaglie:
  - 1 oro (discesa libera a Calgary 1988)
  - 1 bronzo (slalom gigante a Calgary 1988)

### Mondiali
- 9 medaglie:
  - 4 ori (discesa libera, combinata a Bormio 1985; supergigante, slalom gigante a Crans-Montana 1987)
  - 4 argenti (slalom gigante a Bormio 1985; discesa libera, combinata a Crans-Montana 1987; supergigante a Vail 1989)
  - 1 bronzo (slalom gigante a Vail 1989)

### Europei juniores
- 1 medaglia[3][4]:
  - 1 oro (discesa libera a Madonna di Campiglio 1980)

### Coppa del Mondo
- Vincitore della Coppa del Mondo nel 1984, nel 1987, nel 1988 e nel 1990
- Vincitore della Coppa del Mondo di discesa libera nel 1987 e nel 1988
- Vincitore della Coppa del Mondo di supergigante nel 1987, nel 1988, nel 1989 e nel 1990
- Vincitore della Coppa del Mondo di slalom gigante nel 1987 e nel 1989
- Vincitore della classifica di combinata nel 1986, nel 1987 e nel 1990[11]
- 83 podi:
  - 40 vittorie
  - 26 secondi posti
  - 17 terzi posti

#### Coppa del Mondo - vittorie
| Data             | Località               | Paese          | Specialità |
| ---------------- | ---------------------- | -------------- | ---------- |
| 24 gennaio 1982  | Wengen                 | Svizzera       | KB         |
| 24 marzo 1982    | San Sicario            | Italia         | GS         |
| 22 dicembre 1982 | Madonna di Campiglio   | Italia         | KB         |
| 11 gennaio 1983  | Adelboden              | Svizzera       | GS         |
| 19 dicembre 1983 | Val Gardena            | Italia         | SG         |
| 29 gennaio 1984  | Garmisch-Partenkirchen | Germania Ovest | KB         |
| 5 marzo 1984     | Aspen                  | Stati Uniti    | GS         |
| 20 marzo 1984    | Oppdal                 | Norvegia       | SG         |
| 7 dicembre 1984  | Puy-Saint-Vincent      | Francia        | SG         |
| 10 dicembre 1984 | Sestriere              | Italia         | SL         |
| 11 gennaio 1985  | Puy-Saint-Vincent      | Francia        | KB         |
| 11 gennaio 1985  | Kitzbühel              | Austria        | DH         |
| 12 gennaio 1985  | Kitzbühel              | Austria        | DH         |
| 17 marzo 1985    | Panorama               | Canada         | SG         |
| 19 gennaio 1986  | Kitzbühel              | Austria        | KB         |
| 23 febbraio 1986 | Åre                    | Svezia         | KB         |
| 23 febbraio 1986 | Åre                    | Svezia         | SL         |
| 28 febbraio 1986 | Hemsedal               | Norvegia       | SG         |
| 16 agosto 1986   | Las Leñas              | Argentina      | DH         |
| 5 dicembre 1986  | Val-d'Isère            | Francia        | DH         |
| 10 gennaio 1987  | Garmisch-Partenkirchen | Germania Ovest | DH         |
| 13 gennaio 1987  | Adelboden              | Svizzera       | GS         |
| 18 gennaio 1987  | Wengen                 | Svizzera       | KB         |
| 20 gennaio 1987  | Adelboden              | Svizzera       | GS         |
| 25 gennaio 1987  | Kitzbühel              | Austria        | DH         |
| 25 gennaio 1987  | Kitzbühel              | Austria        | KB         |
| 15 febbraio 1987 | Todtnau                | Germania Ovest | GS         |
| 7 marzo 1987     | Aspen                  | Stati Uniti    | DH         |
| 8 marzo 1987     | Aspen                  | Stati Uniti    | SG         |
| 9 gennaio 1988   | Val-d'Isère            | Francia        | DH         |
| 29 gennaio 1988  | Schladming             | Austria        | DH         |
| 27 novembre 1988 | Schladming             | Austria        | SG         |
| 29 novembre 1988 | Val Thorens            | Francia        | GS         |
| 22 dicembre 1988 | Sankt Anton am Arlberg | Austria        | KB         |
| 12 dicembre 1989 | Sestriere              | Italia         | SG         |
| 16 dicembre 1989 | Val Gardena            | Italia         | DH         |
| 12 gennaio 1990  | Schladming             | Austria        | KB         |
| 21 gennaio 1990  | Kitzbühel              | Austria        | KB         |
| 6 febbraio 1990  | Courmayeur             | Italia         | SG         |
| 10 marzo 1990    | Hemsedal               | Norvegia       | SG         |

Legenda:

DH = discesa libera

SG = supergigante

GS = slalom gigante

SL = slalom speciale

KB = combinata

### Coppa Europa
- 2 vittorie[4]

#### Coppa Europa - vittorie
| Data      | Località | Paese    | Specialità |
| --------- | -------- | -------- | ---------- |
| 1979-1980 | Morzine  | Francia  | DH         |
| 1981-1982 | Borovec  | Bulgaria | GS         |

Legenda:

DH = discesa libera

GS = slalom gigante

### Campionati svizzeri
- 5 medaglie[senza fonte] (dati parziali, dalla stagione 1985-1986):
  - 5 ori (slalom gigante[4] nel 1986; slalom gigante[4] nel 1987; supergigante, slalom gigante, combinata[senza fonte] nel 1989)

### Campionati svizzeri juniores
- 1 oro (discesa libera nel 1980)[4]

## Statistiche

### Podi in Coppa del Mondo
| Stagione/Specialità | Discesa libera | Discesa libera | Discesa libera | Supergigante | Supergigante | Supergigante | Slalom gigante | Slalom gigante | Slalom gigante | Slalom speciale | Slalom speciale | Slalom speciale | Combinata | Combinata | Combinata | Podi totali |
| ------------------- | -------------- | -------------- | -------------- | ------------ | ------------ | ------------ | -------------- | -------------- | -------------- | --------------- | --------------- | --------------- | --------- | --------- | --------- | ----------- |
| Stagione/Specialità | 1º             | 2º             | 3º             | 1º           | 2º           | 3º           | 1º             | 2º             | 3º             | 1º              | 2º              | 3º              | 1º        | 2º        | 3º        | Podi totali |
| 1981                |                |                |                |              |              |              |                |                |                |                 |                 |                 |           |           |           | 0           |
| 1982                |                |                |                |              |              |              | 1              |                | 1              |                 |                 |                 | 1         |           |           | 3           |
| 1983                |                |                |                |              | 1            | 2            | 1              |                | 1              |                 |                 |                 | 1         |           |           | 6           |
| 1984                |                |                | 1              | 2            | 2            |              | 1              | 2              | 1              |                 |                 |                 | 1         | 2         |           | 12          |
| 1985                | 2              |                |                | 2            | 1            |              |                | 1              |                | 1               |                 |                 | 1         |           |           | 8           |
| 1986                |                |                | 1              | 1            | 1            |              |                |                |                | 1               | 1               | 1               | 2         |           | 1         | 9           |
| 1987                | 5              |                |                | 1            | 3            |              | 3              |                | 1              |                 |                 |                 | 2         |           |           | 15          |
| 1988                | 2              | 3              |                |              | 1            | 1            |                | 1              | 1              |                 |                 |                 |           | 1         |           | 10          |
| 1989                |                | 2              | 1              | 1            |              | 1            | 1              | 1              | 1              |                 |                 | 1               | 1         | 1         |           | 11          |
| 1990                | 1              |                | 1              | 3            |              |              |                | 1              |                |                 | 1               |                 | 2         |           |           | 9           |
| Totale              | 10             | 5              | 4              | 10           | 9            | 4            | 7              | 6              | 6              | 2               | 2               | 2               | 11        | 4         | 1         | 83          |
| Totale              | 19             | 19             | 19             | 23           | 23           | 23           | 19             | 19             | 19             | 6               | 6               | 6               | 16        | 16        | 16        | 83          |